# Akker van basenrijke gronden

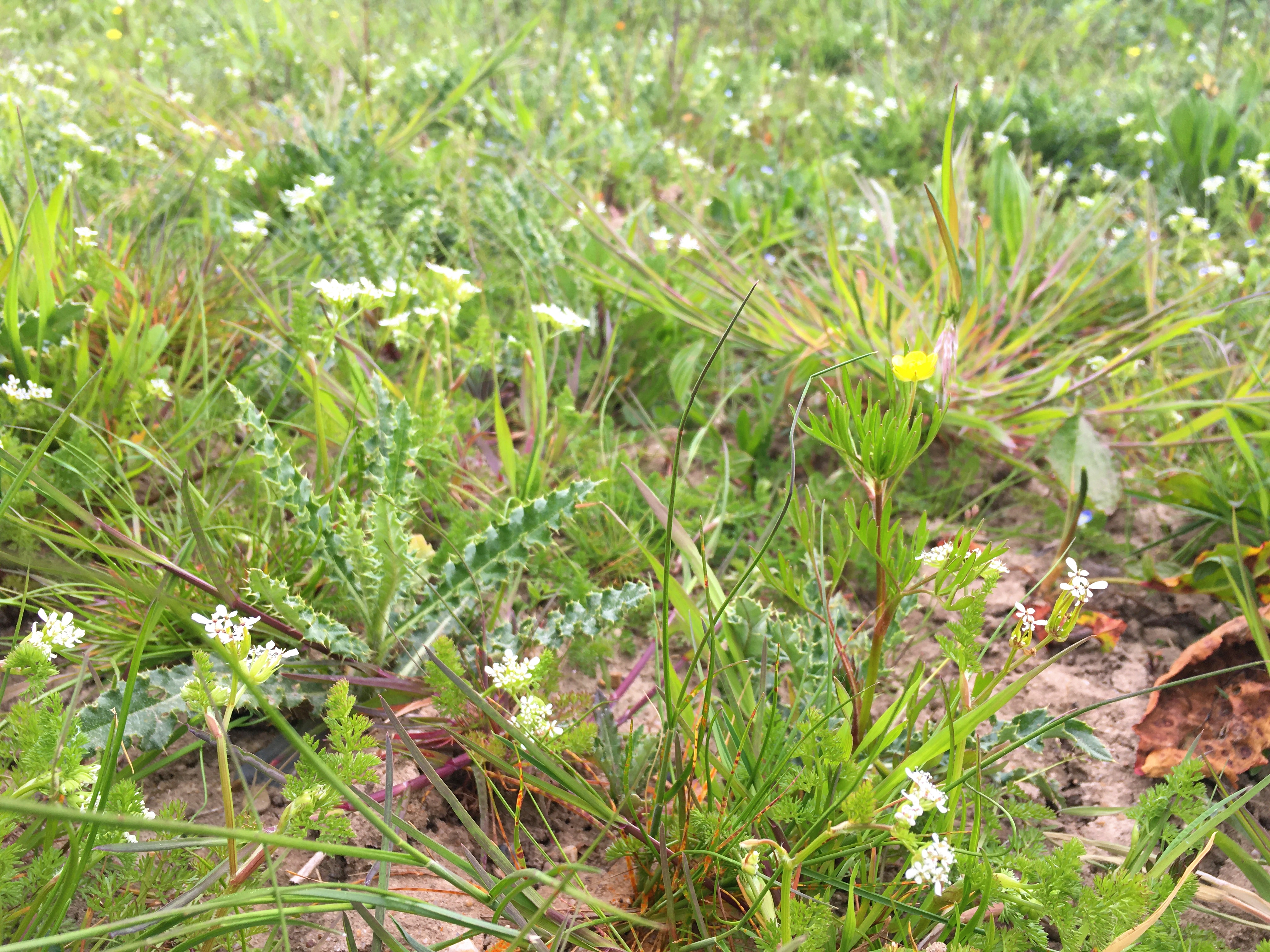
Akkerrandvegetatie van het naaldenkervel-verbond

Akker van basenrijke gronden is een natuurdoeltype dat voornamelijk voorkomt op de hogere zandgronden, heuvelland het rivierengebied en het zeekleigebied. Het natuurdoeltype bestaat voornamelijk uit pioniervegetatie die groeit op akkers, en akkerranden. De bodem is vochtig tot droog met een zeer diepe grondwaterstand en overstroomt zelden tot nooit. De bodem is qua voedselrijkdom zwak tot matig eutroof en qua zuurgraad zwak zuur tot neutraal. De grond is rijk aan kalk waar de naam basenrijk vandaan komt. Het natuurdoeltype kan voorkomen op de bodemtype krijtvaaggronden, bergbrikgronden, radebrikgronden, ooivaaggronden, poldervaaggronden, tuineerdgronden, poldervaaggronden en op veengronden die sterk veraard zijn. Het natuurdoeltype heeft een oppervlakte van minstens 30 hectare nodig om in stand te blijven. 

## Plantengemeenschappen
Binnen het natuurdoeltype 'akker van basenrijke gronden' kunnen meerdere plantengemeenschappen voorkomen. Deze plantengemeenschappen hoeven niet allemaal voor te komen om het natuurdoeltype te bereiken.         
| Nederlandse naam                                       | Wetenschappelijke naam                                           |
| ------------------------------------------------------ | ---------------------------------------------------------------- |
| stoppelleeuwenbek-associatie                           | Kickxietum spuriae                                               |
| nachtkoekoeksbloem-associatie                          | Papaveri-Melandrietum noctiflori                                 |
| associatie van grote ereprijs en witte krodde          | Veronico-Lamietum hybridi                                        |
| associatie van korrelganzenvoet en stijve klaverzuring | Chenopodio-Oxalidetum fontanae                                   |
| associatie van ruige klaproos                          | Papaveretum argemones                                            |
| associatie van gele ganzenbloem                        | Spergulo arvensis-Chrysanthemetum                                |
| rompgemeenschap met echte kamille en grote klaproos    | RG Matricaria chamomilla-Papaver rhoeas-[Papaveretalia rhoeadis] |

## Subtype
Akker van basenrijke gronden kan onderverdeeld worden in de subtype wintergraanakker van basenrijke gronden en zomergraan- en hakvruchtakker van basenrijke gronden. De twee subtypes verschillen voornamelijk qua biodiversiteit van elkaar. De fysische gesteldheid is ongeveer gelijk.  